# Лодєйне Поле (аеродром)
Лодєйне Поле (рос. Лодейное Поле) — колишній військовий аеродром в Ленінградській області, розташований у 2 км на південь від міста Лодєйне Поле.

## Історія
З 1960 по 2009 рік тут базувався 177-й винищувальний авіаційний полк (ВАП) ППО.
У 1960-х і 1970-х роках на аеродромі «Лодєйне Поле» спочатку експлуатувався Су-9. Полк замінив його в 1980 році на МіГ-23.
Приблизно в 1994 році пройшла модернізація техніки до Су-27.
1 грудня 2009 року 177-й ВАП був розформований. Придатні до експлуатації літаки передислоковані інші аеродроми. До 6 вересня 2013 року охороною аеродрому займалася військова комендатура.
На аеродромі поруч із військовим аеродромом є асфальтована ЗПС колишнього аеродрому регіональної авіації. Зараз цей аеродром не діє і поступово руйнується. На його території знаходиться метеостанція.

## Катастрофи та інциденти
- 15 вересня 2005 з аеродрому «Лодєйне поле» вилетіло три літаки Су-27 177-го винищувального полку та А-50 на чолі. Вся повітряна колона зібралася в Сіверському. Літаки мали летіти у складі повітряної колони на аеродром Чкаловськ, політ мав проходити над Балтійським морем. Третій літак у ланці вилетів із десятихвилинним інтервалом. Через втрату орієнтування цей літак, пілотований майором Валерієм Трояновим, опинився над територією Литви. Через відсутність майданчика для посадки Су-27 сісти не зміг. Пілот катапультувався, направивши літак на порожнє поле біля села Йотішкяй Шакяйського району Литви, за 55 км на північ від Каунаса. Офіційна версія — через спалахи на сонці СУ-27 збився з курсу, і не міг сісти через відсутність майданчиків.
- 23 травня 2008 сталася пожежа на складі військової частини № 10232, де зберігалися ракети «повітря-повітря».[4] Причиною пожежі став непогашений недопалок; внаслідок пожежі завдано збитків у розмірі 766,3 млн рублів.[5]